# Proscelotes eggeli
Espèce
Synonymes
- Scelotes eggeli Tornier, 1902

Proscelotes eggeli est une espèce de sauriens de la famille des Scincidae.

## Répartition
Cette espèce est endémique des monts Usambara en Tanzanie.

## Publication originale
- Tornier, 1902 : Herpetologisch Neues aus Ostafrika. Zoologischer Anzeiger, vol. 25, p. 700-704 (texte intégral).